# Puerto Las Cuevas
Puerto Las Cuevas est une localité rurale argentine située dans le département de Diamante et dans la province d'Entre Ríos.

## Démographie
La population de la localité, c'est-à-dire sans tenir compte de la zone rurale, était de 197 habitants en 1991, et 455 en 2001. La population territoriale de compétence du conseil d'administration était de 1 158 habitants en 2001.

## Religion
| Archidiocèse | Paraná                         |
| ------------ | ------------------------------ |
| Paroisse     | Nuestra Señora de la Esperanza |